# Splice
Splice è un film del 2009 diretto da Vincenzo Natali, interpretato da Adrien Brody e Sarah Polley.

## Trama
(Tagline del film)
Gli ingegneri genetici Clive Nicoli ed Elsa Kast sperano di raggiungere la fama combinando DNA animale per creare ibridi per uso medico per la società N.E.R.D. (sigla di Nucleic Exchange Research and Development). Il loro lavoro in precedenza ha dato vita a Fred, una creatura vermiforme delle dimensioni di un cane usata come compagno per Ginger, il loro esemplare di sesso femminile. Dopo averli accoppiati con successo, Clive ed Elsa pianificano di creare un ibrido umano-animale che potrebbe rivoluzionare la scienza. I loro datori di lavoro Joan Chorot e William Barlow proibiscono loro di farlo. Nonostante il divieto, trovano ed estraggono da Fred e Ginger delle proteine usate per la produzione di farmaci commerciali. Clive ed Elsa si dedicano al loro programma in segreto e sviluppano una creatura di sesso femminile.
Nonostante avessero pianificato di interrompere lo sviluppo dell'ibrido prima del raggiungimento del termine, Elsa persuade Clive a lasciarlo vivere. Ma l'ibrido diventa aggressivo e aggredisce Elsa per diverse volte. L'ibrido si ferisce nel tentativo di scappare, quando cercano di distruggerlo. Alla fine riescono a domarlo. Scoprono che la creatura sta crescendo ad un ritmo molto accelerato. Elsa scopre, inoltre, che sta andando incontro ad uno sviluppo mentale come quello di un bambino umano. Elsa chiama la creatura "Dren", dopo che quest'ultima compone con le tessere alfabetiche la parola NERD nel vedere le lettere sulla camicetta di Elsa. La scienziata, di conseguenza, rifiuta di permettere a Clive di rivolgersi a lei con il termine "prototipo".
Dopo aver spostato Dren in un altro luogo per paura di essere scoperti, si accorgono che ha la febbre pericolosamente alta. In un tentativo di salvarla la mettono in una grande cisterna industriale piena di acqua fredda. Clive posiziona una mano attorno al collo di Dren e la spinge sott'acqua, dando l'impressione di volerla annegare. Tuttavia, si scopre che Dren è un anfibio, però non è chiaro come Clive lo avesse scoperto analizzando delle ecografie di Dren, o se intendesse veramente ucciderla.
Mentre studiano Dren, Elsa e Clive trascurano il loro lavoro con Fred e Ginger. Durante una presentazione del loro operato con grande affluenza di pubblico, Fred e Ginger combattono fino alla morte. Di conseguenza si scopre che Ginger è diventata un maschio, ma Elsa e Clive non lo avevano notato in quanto focalizzati su Dren.
Elsa sviluppa un legame materno con Dren. Dopo che Dren attacca il fratello di Clive, Gavin, i due scienziati la spostano in una fattoria isolata. Qui, Dren sviluppa tendenze carnivore ed ali retrattili. Diventa adolescente ed è annoiata nell'essere rinchiusa nel granaio, ma Elsa e Clive temono che il lasciarla andare fuori porterebbe alla sua scoperta da parte di estranei. Dren custodisce un gatto ma, quando Elsa lo scopre, questa glielo sottrae per paura che il gatto possa attaccare malattie letali a Dren. Questo gesto inasprisce ancora di più i rapporti tra Elsa e Dren, anche perché la scienziata nota un interesse accentuato verso Clive da parte di Dren. Clive si rende conto che il DNA umano usato per creare Dren è di Elsa, non di un donatore anonimo come Elsa gli aveva detto. Quando Dren assale di nuovo Elsa, dopo avere ucciso per dispetto un gatto regalatole da Elsa per scusarsi del precedente spiacevole, la scienziata dopo avere colpito alla testa Dren ed averla immobilizzata, ne rimuove il pungiglione e lo utilizza per sintetizzare la proteina che stavano cercando.
Dren seduce Clive: Elsa li scopre mentre hanno un rapporto sessuale nel granaio e ne rimane turbata. Clive accusa Elsa di non aver mai voluto un bambino "normale" per paura di perdere il controllo e che, invece, aveva deciso di allevarne uno come esperimento, in quanto il suo controllo sarebbe stato assicurato. Decidendo che l'unica soluzione è uccidere Dren, ritornano nella fattoria e trovano Dren già in fin di vita.
William Barlow scopre il DNA umano in campioni proteici di Dren e decide di investigare. Elsa dice a Barlow che Dren è morta e sepolta dietro il granaio. Tuttavia, una Dren alata e di sesso maschile risorge dalla tomba e attacca il gruppo, uccidendo Barlow e Gavin. Dren maschio violenta Elsa, prima che Clive arrivi ad attaccarlo. Dren riesce a sopraffare Clive, quando Elsa attacca la creatura con una grande pietra. Elsa esita, permettendo involontariamente a Dren di uccidere Clive prima che la scienziata uccida la sua creazione.
Più tardi, Elsa viene informata che il corpo di Dren conteneva numerosi composti biochimici, che la società farmaceutica ha cominciato a brevettare. Joan offre a Elsa, ora visibilmente incinta di Dren, una grande somma di denaro per portare a termine la gravidanza, mostrandosi però comprensiva e le offre anche la possibilità di abortire: tuttavia Elsa decide di portare a termine la gravidanza, affermando che ormai "non potrà esserci niente di peggio di ciò che è già successo".

## Distribuzione
Il 2 luglio 2010 è uscito il primo trailer in italiano.
In Italia, Splice è distribuito nei cinema dal 13 agosto 2010.

## Riconoscimenti
- 2009 - Sitges - Festival internazionale del cinema della Catalogna
  - Migliori effetti speciali

## Sviluppi futuri
Sebbene corressero voci già su un possibile sequel In occasione della première del film al Sundance Film Festival, il regista Vincenzo Natali ha successivamente smentito tale notizia, dichiarando che sebbene il film si fosse concluso con un finale aperto e adatto per realizzare un seguito, non era mai stata sua intenzione continuare la storia.